# Канівський електромеханічний завод
Канівський електромеханічний завод «Магніт» — промислове підприємство у місті Канів.

## Історія
Завод заснований в 1969 році і був підпорядкований Міністерству радіопромисловості СРСР.
Спеціалізацією підприємства було серійне виробництво периферійного обладнання для електронних обчислювальних машин Єдиної Системи ЕОМ.
Після 1991 року на підприємстві впроваджується система автоматизованого виробництва електронних виробів, в т.ч. енергоекономічних джерел світла, комп'ютерної, радіоелектронної та телевізійної техніки.
Потужності з електрозабезпечення – 5 Мвт.
На балансі АТ “ЕМЗ “Магніт” є спортивний комплекс (стадіон, тренажерний зал), який знаходиться у орендному користуванні комунального підприємства м. Канева. Крім того, завод має власну котельню і водозабір, які також знаходяться у орендному користуванні комунальних підприємств, так як 80 % послуг по тепловодопостачанню надається мешканцям житлового мікрорайону.

## Продукція

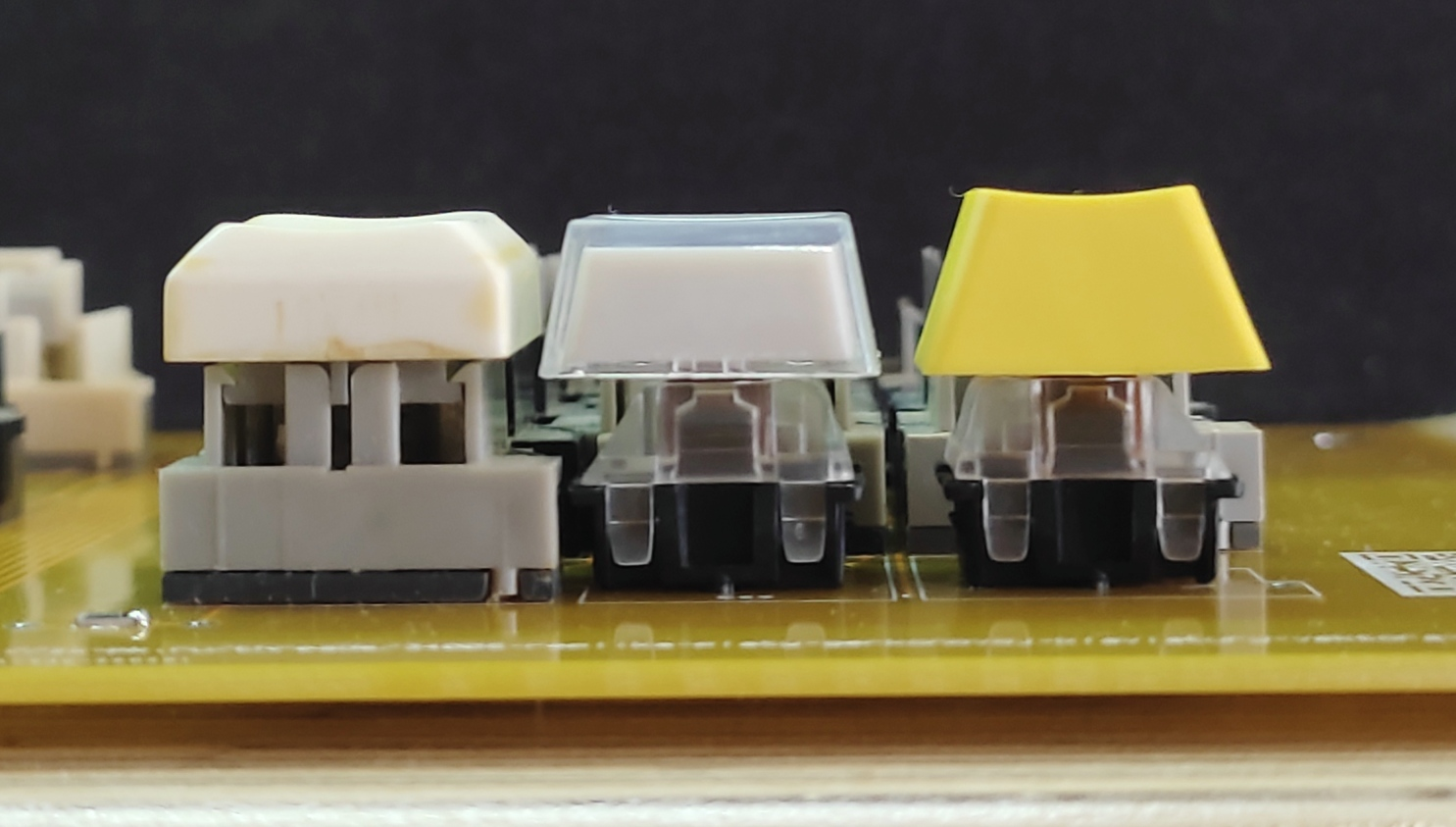
ПКМ 1Б (ліворуч) поруч із

- Накопичувачі на магнітній стрічці, гнучкі диски (дискети), магнітні головки.
- Алфавітно-цифрові і графічні засоби вводу-виводу інформації, герконові перемикачі ПКМ 1Б для клавіатур (зокрема для Вектор-06Ц, АЛП Робік)[1].
- Деталі та вузли точної механіки.
- Вироби із пластмас.

## Керівництво
- Чернов Сергій Миколайович (1998)